# 蒼井優
蒼井 優（あおい ゆう、1985年〈昭和60年〉8月17日 - ）は、日本の女優。福岡県出身。taft所属。夫は南海キャンディーズの山里亮太。

## 略歴

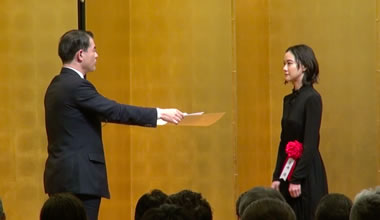
2019年、芸術選奨新人賞を受賞

中学1年まで福岡県で育ち、上京してからは江戸川区葛西に住んでいた。1999年にミュージカル『アニー』のポリー役でデビュー した後に、自ら現在の事務所に応募した。2000年から2002年まで新潮社の雑誌『ニコラ』でレギュラーモデルを務める。当初は女優としての活動は活発ではなかったが、10代の頃にレンタルビデオで『PiCNiC』、『双生児』、『顔』を観て映画俳優を憧憬する。
2001年に『リリイ・シュシュのすべて』で映画に初出演した。過去のオーディションは毎回落選していたが、本作で合格して映画俳優のきっかけとなる。2002年に「三井のリハウス」の10代目リハウスガールに選ばれ、2003年に『高校教師』（TBS）で初めて連続ドラマにレギュラー出演した。
鈴木杏とW主演を務めた『花とアリス』は、2003年にネット配信されて2004年に劇場公開された。本作品で特技のクラシックバレエ を披露した。
2004年2月に堀越高等学校を卒業 して日本大学藝術学部に合格していたことが報道された。学業と俳優業を迷う最中、19歳で初めて参加した釜山国際映画祭で映画ファンの熱気と歓喜に触れ、映画に対する思いが強くなり、同大を中退して俳優業に専念することを決意する。
2005年に7本の映画出演作が公開され、『ニライカナイからの手紙』で初主演した。
2006年に出演映画『蟲師』が第63回ヴェネツィア国際映画祭のコンペティション部門に選出された。第11回釜山国際映画祭のスターサミットアジア2006で、市原隼人、香椎由宇らと共にカーテンコールの1人に選出された。映画『鉄コン筋クリート』、劇場版アニメ『ミヨリの森』、『いけちゃんとぼく』などで声優も務める。
2006年度は映画『フラガール』などの演技が認められ、第30回日本アカデミー賞最優秀助演女優賞、第49回ブルーリボン賞主演女優賞をはじめ多くの映画賞を受賞した。
2007年に出演した『クワイエットルームにようこそ』で、摂食障害の役作りのために食事制限と毎日のランニングで体重を7kg落とした。本人は「減量すると熱演と言われがちだけど役者なら当たり前にやること」と語る。
2008年、『おせん』（日本テレビ）で連続ドラマ初主演を果たす。
2010年に、『龍馬伝』（NHK）で元役を演じ大河ドラマに初出演。映画では山田洋次監督の『おとうと』に出演した。10代の頃に山田監督の『学校』シリーズのオーディションを受けたが落選して、俳優業を続けるか否か苦悩したこともあるが、本作出演以降は、山田組の『東京家族』や『家族はつらいよ』シリーズに起用されている。
2017年に第30回東京国際映画祭で、同じ1985年生まれの満島ひかり、宮崎あおい、安藤サクラ（安藤は1986年の早生まれ）とともにオープニングイベントのレッドカーペットに登場した。
この年に公開された主演映画『彼女がその名を知らない鳥たち』で第41回日本アカデミー賞や第91回キネマ旬報ベスト・テンなど主演女優賞を多く受賞した。
2018年にヒロイン役で出演した『斬、』が、第75回ヴェネツィア国際映画祭のコンペティション部門に選出される。主演舞台『アンチゴーヌ』と『スカイライト』での演技が評価され第53回紀伊國屋演劇賞、第26回読売演劇大賞最優秀女優賞、芸術選奨文部科学大臣新人賞を受賞した。
2020年、主演映画『スパイの妻〈劇場版〉』が第77回ヴェネツィア国際映画祭のコンペティション部門に正式出品され、黒沢清監督が銀獅子賞（監督賞）を受賞した。2021年、『スパイの妻』で第15回アジア・フィルム・アワード主演女優賞を受賞。
後述の出産に伴う産休を経て、2023年後期のNHK連続テレビ小説『ブギウギ』で女優業復帰、蒼井にとっては連続テレビ小説初出演となる。

## 人物
- 菊池亜希子に勧められたのをきっかけに「ハロー!プロジェクト」、とりわけアイドルグループ「アンジュルム」の熱狂的ファンになる[29][30]。2018年のテレビドラマ『このマンガがすごい!』（テレビ東京）では、ナビゲーターをつとめた蒼井の希望でオープニングテーマがアンジュルムの「タデ食う虫もLike it!」に決定した[31]。また、メンバーであった笠原桃奈の卒業記念フォトブック『Dear sister』と、竹内朱莉の卒業記念写真集『roundabout』では、編集長を務めている[32][33]。
- 上戸彩・城田優・山下智久とは高校の同級生である。特に上戸は2025年6月8日の蒼井がゲストの『おしゃれクリップ』に撮影の合間を塗ってサプライズ登場した程で、お互い多忙で且つ結婚した現在も友人である。

- 映画『花とアリス』で共演したことをきっかけに鈴木杏とは無二の親友となる[34]。映画『フラガール』で共演した山崎静代（夫の山里亮太の南海キャンディーズでの相方）とは定期的に食事や乗馬をしに行ったり[35]、高畑充希とはプライベートで海外旅行に行ったりする仲[36]。舞台『楽屋〜流れ去るものはやがてなつかしき〜』やドラマ『贖罪』（WOWOW）で共演した小泉今日子ともプライベートで親交がある[37]。趣味が手芸で、舞台を観に行ったときに、たまたま隣の席に座っていたデザイナーでもある篠原ともえに初対面でいきなり「ミシンは何がいいですか」と聞いたのをきっかけに仲良くなり、篠原とは手芸仲間になる[29]。
- チョコレートフォンデュとゆで卵が苦手であり、苦手な食べ物を食べるとすぐに顔や態度に表れてしまう。かつて出演した番組『とんねるずのみなさんのおかげでした』（フジテレビ）の「新・食わず嫌い王決定戦」では、そのあまりの分かりやすさから、同じく同コーナーを苦手としている大竹しのぶに次ぐ「新・最弱王」「第2の大竹しのぶ」と呼ばれるに至っていた[38]。
- 大相撲の本場所を観戦する好角家である[39]。贔屓力士は琴奨菊[39]。
- 第30回東京国際映画祭のオープニングセレモニー企画「Japan Now 銀幕のミューズたち」において蒼井を含めた1985年組の女優同士（他は満島ひかり、宮崎あおい、安藤サクラ）で集まった際に蒼井は「30代になってから特に、同世代の役者さんがいることを心強いと感じていた。この4人を使って監督をしようという方がいらっしゃればいいなと思います」と同世代の4人で同じ映画祭のステージに立てた喜びを語った[40]。

## 私生活
2019年6月3日に南海キャンディーズの山里亮太と結婚。同月5日に結婚を発表し、都内のホテルで山里の相方で蒼井の親友でもある山崎静代と三人で報告会見を開いた。
2022年2月10日、第1子を妊娠していることを山里と連名で発表。同年8月11日、第1子女児を出産したことを夫の山里が自身のレギュラーラジオ番組『山里亮太の不毛な議論』（TBSラジオ）内で報告した。

## 出演

### テレビドラマ
- Love Story（2001年4月15日 - 6月24日、TBS）
- 青と白で水色（2001年12月1日、日本テレビ） - 椎名かすみ 役
- うきは〜少年たちの夏〜（2002年11月22日、NHK福岡） - 山下みゆき 役
- 新・ズッコケ三人組 第9・10話（2002年4月6日 - 6月22日、NHK） - 藤吉恵 役
- リモート（2002年10月12日 - 12月14日、日本テレビ） - 中川茜 役
- HTBスペシャルドラマ「夏の約束」（2002年8月31日、北海道テレビ） - 安藤渚 役
- 高校教師（2003年1月10日 - 3月21日、TBS） - 江沢真美 役
- 演技者。「狂い咲きヴァージンロード」（2003年4月8日 - 5月7日、フジテレビ） - ヒロイン・コヨミ 役
- 14ヶ月〜妻が子供に還っていく〜（2003年7月7日 - 9月8日、讀賣テレビ放送） - 五十嵐裕子（17歳時） 役
- ほんとにあった怖い話『折れた護符』（2004年2月7日、フジテレビ） - 主演・柊真由 役
- 一番大切なデート 東京の空・上海の夢（2004年8月9日 - 8月12日、TBS） - 萩原香 役
- 世にも奇妙な物語『過去からの日記』（2004年9月20日、フジテレビ） - ヒロイン・北嶋ゆりえ 役
- 七子と七生〜姉と弟になれる日〜（2004年10月9日、NHK） - 主演・七子 役
- タイガー&ドラゴン（2005年4月15日 - 6月24日、TBS） - リサ 役
- 刹那に似てせつなく（2005年3月16日、TBS） - 道田ユミ 役
- 二十四の瞳（2005年8月2日、日本テレビ） - 片桐コトエ 役
- Dr.コトー診療所2006（2006年10月12日 - 12月21日、フジテレビ） - 仲依ミナ 役
- 蒼井優×4つの嘘 カムフラージュ（2008年1月30日 - 4月16日、WOWOW） - チカ 役、マコト 役、梅子 役、鈴子 役
- おせん（2008年4月22日 - 6月24日、日本テレビ） - 主演・半田仙 役
- 龍馬伝（2010年1月3日 - 11月28日、NHK） - お元 役
- うぬぼれ刑事 第2話（2010年7月16日、TBS） - 小沼せつ子 役
- 贖罪 第1話（2012年1月8日、WOWOW） - 菊池紗英 役
- ダブルフェイス 偽装警察編（2012年12月23日、WOWOW） - 末永万里 役
- 最も遠い銀河（2013年2月2日・2月3日、テレビ朝日） - 清家茜 役
- ガリレオ 第2シーズン 第八章「演技る」（2013年6月3日、フジテレビ） - 神原敦子 役
- 若者たち2014（2014年7月9日 - 9月24日、フジテレビ） - 澤辺（佐藤）梓 役[45]
- MOZU Season2〜幻の翼〜（2014年10月16日 - 11月13日、WOWOW） - 名波汐里 役[46]
- Dr.倫太郎（2015年4月15日 - 6月17日、日本テレビ） - 夢乃（相澤明良） 役[47]
- ゆとりですがなにか 純米吟醸純情編（2017年7月2日・7月9日、日本テレビ） - 笠木久美 役[48]
- ハロー張りネズミ（2017年7月14日 - 9月15日 、TBS） - 河合節子 役[49]
- 先に生まれただけの僕（2017年10月14日 - 12月16日、日本テレビ） - ヒロイン・真柴ちひろ 役[50]
- 宮本から君へ（2018年4月7日 - 6月30日、テレビ東京） - 中野靖子 役[51]
- このマンガがすごい!（2018年10月6日 - 12月22日、テレビ東京） - ナビゲーター[52]
- スパイの妻（2020年6月6日、NHK BS8K / 2021年4月12日、NHK BSプレミアム） - 主演・福原聡子 役[53][54]
- しかたなかったと言うてはいかんのです（2021年8月13日、NHK） - 鳥居房子 役[55]
- だが、情熱はある 最終回（2023年6月25日、日本テレビ）- 本人役（写真出演）
- 連続テレビ小説 ブギウギ（2023年10月2日 - 3月29日、NHK） - 大和礼子 役[56][57]

### 配信ドラマ
- 阿修羅のごとく（2025年1月9日、Netflix） - 竹沢滝子 役[58]
- ガス人間（配信日未定、Netflix）[59]

### 映画
- リリイ・シュシュのすべて（2001年10月6日公開） - 津田詩織 役
- キネマ通りの人々（2002年1月26日公開） - ヒカリ 役
- 害虫（2002年3月16日公開） - 山岡夏子 役
- 走れ!ケッタマシン〜ウエディング狂騒曲〜（2002年6月1日公開） - 榊原幸子 役
- MemoiR メモワール （ショートフィルム）（2003年2月15日公開） - 主演・サユリ 役
- 偶然にも最悪な少年（2003年9月13日公開） - 原田の彼女 役
- 花とアリス ショートフィルム（2003年10月25日公開） - 主演・有栖川徹子 役
- 1980（2003年12月6日公開） - 羽柴リカ 役
- 花とアリス（2004年3月13日公開） - 主演・有栖川徹子 役
- MASK DE 41（2004年8月21日公開） - 倉持ハルカ 役
- 海猫（2004年11月13日公開） - 野田美哉 役
- 呪戒 JUKAI（2005年2月19日公開） - 晴美 役
- 鉄人28号 （2005年3月19日公開） - 立花真美 役
- ニライカナイからの手紙（2005年6月4日公開） - 主演・安里風希 役
- 亀は意外と速く泳ぐ（2005年7月2日公開〈日本〉・2006年10月19日公開〈韓国〉・2008年10月12日公開〈イギリス〉・2008年11月7日公開〈台湾〉） - 扇谷クジャク 役
- 星になった少年 Little Randy and Shining Boy（2005年7月16日公開） - 村上絵美 役
- 変身（2005年11月19日公開） - ヒロイン・葉村恵 役
- 男たちの大和/YAMATO（2005年12月17日公開） - 野崎妙子 役
- ハチミツとクローバー（2006年7月22日） - ヒロイン・花本はぐみ 役
- シュガー&スパイス 風味絶佳（2006年9月16日公開） - カメオ出演
- フラガール（2006年9月23日公開） - 谷川紀美子 役
- 虹の女神（2006年10月28日公開〈日本〉・2006年11月30日公開〈韓国〉・2007年10月26日公開〈台湾〉・2007年12月7日公開〈香港〉・2007年12月27日〈タイ〉） - 佐藤かな 役
- 蟲師（2007年3月24日公開） - 淡幽 役
- クワイエットルームにようこそ（2007年10月20日公開） - ミキ 役
- 人のセックスを笑うな（2008年1月19日公開） - えんちゃん 役
- 明日への遺言（2008年3月1日公開） - 守部和子 役
- 百万円と苦虫女（2008年7月19日公開） - 主演・佐藤鈴子 役
- TOKYO!（2008年8月16日公開） - ピザ配達の少女 役
- ホノカアボーイ（2009年3月14日公開） - カオル 役
- いけちゃんとぼく（2009年6月20日公開） - いけちゃん 役（声のみの出演）
- おとうと（2010年1月30日公開） - 高野小春 役
- のだめカンタービレ 最終楽章 後編（2010年4月17日公開） - ヤドヴィガ 役（声のみの出演）[60]
- FLOWERS -フラワーズ-（2010年6月12日公開） - 凛 役[61]
- 雷桜（2010年10月22日公開） - ヒロイン・遊 役[62]
- ヴァンパイア（2011年1月29日公開〈アメリカ〉・2012年9月15日公開〈日本〉） - ミナ 役[63]
- 洋菓子店コアンドル（2011年2月11日公開） - 主演・臼場なつめ 役[64]
- たまたま（2011年10月15日公開） - 主演・ヒロイン 役[65]
- がんばっぺ フラガール!〜フクシマに生きる。彼女たちのいま〜（2011年10月29日公開） - ナレーション[66]
- るろうに剣心（2012年8月25日公開） - 高荷恵 役[67]
- 東京家族（2013年1月19日公開〈日本〉・2013年3月27日公開〈香港〉・2013年4月27日公開〈台湾〉） - 間宮紀子 役[68]
- 春を背負って（2014年6月14日公開） - ヒロイン・高澤愛 役[69]
- るろうに剣心（2014年・2021年） - 高荷恵 役[70]
  - 京都大火編（2014年8月1日公開）
  - 伝説の最期編（2014年9月13日公開）
  - The Final（2021年4月23日公開）[71]
- 岸辺の旅（2015年5月17日） - 松崎朋子 役[72][73]
- 家族はつらいよ（2016年3月12日公開〈日本〉・2016年5月18日公開〈香港〉） - 間宮憲子 役[74][75]
  - 家族はつらいよ2（2017年5月27日公開〈日本〉・2017年6月14日公開〈香港〉） - 間宮憲子 役[76]
  - 妻よ薔薇のように 家族はつらいよIII（2018年5月25日公開〈日本〉・2018年7月18日公開〈香港〉） - 間宮憲子 役[77]
- オーバー・フェンス（2016年9月17日公開） - 田村聡 役[78][79]
- アズミ・ハルコは行方不明（2016年12月3日公開） - 主演・安曇春子 役[80]
- 東京喰種トーキョーグール（2017年7月29日公開） - 神代利世 役[81]
- ミックス。（2017年10月21日公開） - 楊 役[82]
- 彼女がその名を知らない鳥たち（2017年10月28日公開） - 主演・十和子 役[83]
- 斬、（2018年11月24日公開） - ヒロイン・ゆう 役[84]
- 長いお別れ（2019年5月31日公開） - 主演・東芙美 役
- ある船頭の話（2019年9月13日公開）- 芸妓 役[85]
- 宮本から君へ（2019年9月27日公開）- ヒロイン・中野靖子 役[86][87]
- ロマンスドール（2020年1月24日公開） - 北村園子 役[88]
- スパイの妻〈劇場版〉（2020年10月16日公開）- 主演・福原聡子 役[89]
- おらおらでひとりいぐも（2020年11月6日公開） - 昭和の桃子 役[90]
- Dr.コトー診療所（2022年12月16日公開） - 仲依ミナ 役[91]
- ふつうの子ども（2025年9月5日公開予定） - 上田恵子 役[92]
- ミーツ・ザ・ワールド（2025年10月24日公開予定）- ユキ 役[93]
- TOKYOタクシー（2025年11月21日公開予定） - 若き日の高野すみれ 役[94]

### 劇場アニメ
- 鉄コン筋クリート（2006年12月23日公開） - 主演・シロ 役[95]
- REDLINE（2010年10月9日公開） - ヒロイン・ソノシー 役[96]
- キャプテンハーロック -SPACE PIRATE CAPTAIN HARLOCK-（2013年9月7日公開） - ヒロイン・ミーメ 役[97]
- 花とアリス殺人事件（2015年2月20日公開） - 主演・有栖川徹子 役[98]
- ペンギン・ハイウェイ（2018年8月17日公開） - お姉さん 役[99]
- 海獣の子供（2019年6月7日公開） - 安海加奈子 役[100]
- 劇場版 シルバニアファミリー フレアからのおくりもの（2023年11月23日公開） - テリー・チョコレート 役[101]
- それいけ!アンパンマン チャポンのヒーロー!（2025年6月27日公開） - チャポン 役[102]

### テレビアニメ
- ミヨリの森（2007年8月25日、フジテレビ） - 真縞ミヨリ 役
- スティッチ!パーフェクト・メモリー（2015年8月7日、ディズニーチャンネル） - ヒロイン・ティーラ 役[103]

### 舞台
- ミュージカル アニー（1999年7月13日 - 7月20日） - ポリー 役
- 私とワタシ（2003年10月8日 - 10月13日、イトーカンパニープロデュース、青山円形劇場） - 主演・ユキ 役（松本まりかとW主演）[104]
- シブヤから遠く離れて（2004年3月6日 - 3月30日、蜷川幸雄演出） - トシミ 役
- オセロー（2007年10月4日 - 11月19日、蜷川幸雄演出） - デズデモーナ 役
- 楽屋〜流れ去るものはやがてなつかしき〜（2009年5月10日 - 6月14日、生瀬勝久演出） - 女優D 役
- 南へ（2011年2月10日 - 3月31日、野田秀樹演出） - あまね 役
- その妹（2011年12月2日 - 12月26日、河原雅彦演出） - 静子 役
- サド侯爵夫人（2012年3月6日 - 3月25日、野村萬斎演出） - ルネ 役
- 朗読 宮沢賢治が伝えること（2012年6月2日・3日）
- ZIPANG PUNK〜五右衛門ロックIII（2012年12月19日 - 2013年2月28日、いのうえひでのり演出） - 猫の目お銀 役
- かもめ（2013年9月4日 - 10月9日、ケラリーノ・サンドロヴィッチ演出） - ニーナ 役
- グッドバイ（2013年11月29日 - 12月28日、寺十吾演出） - 三舞理七 役
- 三人姉妹（2015年2月7日 - 3月15日、ケラリーノ・サンドロヴィッチ演出） - イリーナ 役
- スポケーンの左手（2015年11月14日 - 11月29日、小川絵梨子演出） - マリリン 役
- あわれ彼女は娼婦（2016年6月8日 - 26日、栗山民也演出） - アナベラ 役
- アンチゴーヌ（2018年1月9日 - 2月26日、栗山民也演出） - 主演・アンチゴーヌ 役[105]
- スカイライト（2018年12月6日 - 12月24日、小川絵梨子演出） - 主演・キラ 役

### ドキュメンタリー
- 情熱大陸（2006年9月10日、TBS）
- 天空のロストワールド〜南米アマゾン・ギアナ高地 地球創世の記憶〜（2008年12月22日、テレビ朝日）
- 龍馬を愛した女たち〜ヒロインたちの龍馬伝〜（2010年3月6日、NHK）
- ドキュメント「スパイの妻」〜女優・蒼井優が挑む監督・黒沢清の世界〜（2021年4月11日、NHK BS）[106]

### ナレーション
- 旅のチカラ 破壊せよ、“役者”という殻を 香川照之・北京（2012年4月5日、NHKBSプレミアム）
- NHKスペシャル 金メダルへの挑戦「小さな大ジャンパー 高梨沙羅17歳」（2014年2月1日、NHK）
- ザ・ノンフィクション 男、四代目市川猿之助新作『スーパー歌舞伎II』の舞台裏と秘密（2014年3月16日、フジテレビ）
- 鶴瓶の！型破り偉人伝（2014年12月26日、TBS）
- FIGARO japon presents パリジェンヌの素顔 TARA JARMONとファッションの都・パリ（2015年3月28日、BS-TBS）
- 美の巨人たち（2015年4月4日 - 2017年9月30日、テレビ東京）

### その他テレビ番組
- おはスタ（2000年4月3日 - 2001年3月30日、テレビ東京） - おはガール
- パシャ! - PASHA! -（2006年10月13日 - 2007年3月30日、日本テレビ）
- Eテレ0655&2355（2010年10月4日 - 、おはようソング・おやすみソング「がんばれweekday」のみ、NHK Eテレ）
- 考えるカラス〜科学の考え方〜（2013年4月9日 - 、NHK Eテレ）

### ラジオドラマ
- FMシアター「煙突少女」（2002年1月12日、NHK-FM、NHK福岡放送局制作） - ヨウコ 役[107]
- ラジオにタッチ！「6COLORS」（2012年11月3日 - 12月8日、NHK大阪、MBSラジオ、ABCラジオ、ラジオ大阪、FM OSAKA、FM802制作）

### CM
- 盛田「KAiDA」（2000年 - 2001年）
- ソニー「VAIO」（2000年）
- ヤマハ発動機「モーターボート」（2000年 - 2001年）
- NTTドコモ九州「P-in Comp@ct」父娘篇（2001年）
- エーザイ・ファイザー製薬「澤口家の夏」（2001年）
- 東芝（2001年 - 2002年）
- 三井不動産販売「三井のリハウス」（2002年 - 2004年、10代目リハウスガール）
- 日本コカ・コーラ
  - コカ・コーラ（2002年）- 山田孝之と共演
  - 爽健美茶（2020年）
- 三井住友銀行 （2002年）
- Avex trax「Every Little Thing『Many Pieces』」（2003年）
- ネスレ日本「キットカット」（2003年 - 2004年）
- ライオン「植物物語」（2004年 - 2005年）
- ジェイティ飲料「烏龍烏龍」（2004年）
- NTT東日本「NTT0036」（2004年）
- 大塚製薬「ファイブミニ」（2005年）- 宮崎あおいと共演
- イオンクレジットサービス→イオンフィナンシャルサービス「イオンカード」（2005年 - 2019年）
- フランソア「ナチュレル」（2005年）
- 任天堂「ポケットモンスター ダイヤモンド・パール」（2006年）
- キヤノン「PowerShot / PIXUS」（2006年 - 2009年）
- ビオフェルミン製薬「新ビオフェルミンS」（2006年12月 - 2020年）
- 資生堂
  - TSUBAKI（2007年 - 2011年）
  - ANESSA（2010年 - 2013年）
  - 140周年記念企業CM「化粧のちから」（2012年）
  - フルメーク ウォッシャブル ベース（2013年 - 2014年）
- NTTドコモ（2007年 - 2008年）
- キリンビバレッジ　
  - l-Tea（2007年）
  - 午後の紅茶（2008年 - 2015年）
- 日本中央競馬会「CLUB KEIBA」（2007年 - 2011年） - 佐藤浩市、大泉洋、小池徹平らと共演[15]
- EMIミュージック・ジャパン「しおり『Smile』」（2008年）
- LGエレクトロニクス「FOMA L-04A・L-06A」（2009年8月 - 2010年）[108]
- ユーキャン（2010年）
- カルビー「ポテトチップス」（2010年 - 2012年）
- 郵便事業「お年玉付き年賀はがきキャンペーン」（2010年 - 2011年）
- ジェイアイエヌ「JINS」（2011年 - 2012年）
- キリンビール
  - 一番搾り（2012年 - 2013年）　
  - パーフェクトフリー（2015年 - 2016年）
- オリエンタルランド「東京ディズニーリゾート」（2012年）- ナレーション
- ライトオン「Right-on」（2012年 - 2013年）
- 三井不動産（2013年 - 2015年）
- 福島県いわき市（2015年）[109]
- マンダム「ビフェスタ」（2016年 - 2019年）
- 三幸製菓
  - 雪の宿（2017年2月 - 2019年）[110]
  - チーズアーモンド（2017年6月 - 2019年）[111]
  - ぱりんこ（2017年7月 - 2019年）[112]
- アサヒビール「もぎたてまるごと搾りレモン」（2018年）[113]
- ユニクロ「ボリュームニット」（2019年）[114]
- かどや製油 「健やかごま油」（2021年 - ）[115]
- 楽天グループ「楽天市場 お賽銭冬ギフト2021」（2021年）
- パナソニック ハウジングソリューションズ（2022年 - 2023年）
- 江崎グリコ「カフェオーレ」（2023年 - ）[116]
- 東京電力エナジーパートナー「でんきの地産地消」（2024年 - ）- 中村倫也と共演[117]
- リクルート SUUMO「蒼井さん姉妹の買うも借りるもスーモ」篇（2025年1月4日 - ） - 田畑智子と共演[118]
- サントリー「サントリー角瓶」（2025年 - ）[119]

### その他
- HOME MADE 家族「君がくれたもの」（2007年）ミュージックビデオ＆初回盤の“着せ替えWジャケット”[120]
- FUNKY MONKEY BABYS「涙/夢」（2010年1月27日、ドリーミュージック）初回限定版のジャケットに写真が使われている。
- 星屑スキャット「新宿シャンソン」（2018年）ミュージックビデオ[121]

## 書籍

### 写真集（単独）
- 優 - 蒼井優写真集（2001年、角川書店）
- トラベル・サンド（2005年、ロッキング・オン)
- ダンデライオン（2007年、ロッキング・オン)
- 回転テーブルはむつかしい。（2008年、メディアファクトリー)
- 今日、このごろ。（2008年、宝島社)
- ポルトガール（2009年、講談社)
- うそっ。（2010年、PARCO出版)
- たまたま（2012年、マガジンハウス)
- A DREAM（2012年、ワニブックス)
- 台灣的女孩（2012年、流行風)

### 写真集（複数）
- きもののたび（2003年、ワイレア出版）
- ナキガオ（2004年、近代映画社）
- 花とアリス寫眞館（2004年、扶桑社） - 鈴木杏と共演
- A girl like you 君になりたい。（2005年、マガジンハウス）
- ビジョメガネ（2005年、ソニーマガジンズ）
- CHANEL「The Little Black Jacket」(2012年、Steidl)

### ガイドブック
- 蒼井洋菓子店〜大好きスイーツ・ベスト88〜（2011年、マガジンハウス)
- 今日もかき氷（2011年、マガジンハウス)
- 今日もかき氷 【完全版】（2013年、マガジンハウス)

### エッセイ
- From 優（2003年、講談社）
- 蒼井優 8740 DIARY 2011-2014（2014年、集英社)

### 雑誌
- ニコラ（新潮社）
- CANDy（2000年 - 2002年、白泉社）

#### 連載
- Casa BRUTUS（マガジンハウス）
  - 「蒼井優の春夏秋冬、かき氷」（2009年 - 2013年）
- MORE（集英社）
  - 「8740」（2011年 - 2014年）
- MEKURU（ギャンビット）
  - 「自分論文」（2014年 - 2016年）

### カレンダー
- 蒼井優カレンダー 2003（2002年、ハゴロモ）
- 蒼井優カレンダー 2008（2007年、ハゴロモ）
- 蒼井優カレンダー 2009（2008年、ハゴロモ）
- 蒼井優カレンダー 2010（2009年、ハゴロモ）
- 蒼井優カレンダー 2011（2010年、ハゴロモ）

## 受賞歴
- 2004年度
  - 第14回日本映画プロフェッショナル大賞 主演女優賞（『花とアリス』）
- 2006年度
  - 第30回山路ふみ子映画賞 女優賞（『フラガール』『男たちの大和/YAMATO』）[122]
  - 第31回報知映画賞 助演女優賞 （『フラガール』『ハチミツとクローバー』）
  - 第19回日刊スポーツ映画大賞・石原裕次郎賞 新人賞（『フラガール』）
  - 第28回ヨコハマ映画祭 主演女優賞（『フラガール』『ハチミツとクローバー』）
  - 第61回毎日映画コンクール 女優助演賞（『フラガール』『ハチミツとクローバー』『虹の女神〜Rainbow Song〜』）
  - 第31回エランドール賞 新人賞（『フラガール』『ハチミツとクローバー』）[123]
  - 第80回キネマ旬報ベスト・テン 助演女優賞（『フラガール』『ハチミツとクローバー』『虹の女神〜Rainbow Song〜』）
  - 第49回ブルーリボン賞 主演女優賞（『フラガール』『ハチミツとクローバー』）
  - 第21回高崎映画祭 最優秀主演女優賞（『フラガール』）
  - 第16回東京スポーツ映画大賞 主演女優賞（『フラガール』）
  - 第11回日本インターネット映画大賞 助演女優賞（『フラガール』）
  - 第30回日本アカデミー賞 最優秀助演女優賞、新人俳優賞（『フラガール』）[124][125]
  - 第30回日本アカデミー賞 優秀助演女優賞（『男たちの大和/YAMATO』）
  - 第20回DVDでーた大賞 ベスト・タレント賞
- 2008年度
  - 芸術選奨文部科学大臣新人賞・映画部門（『百万円と苦虫女』）[126]
- 2009年度
  - 第26回ATP賞テレビグランプリ2009 特別賞
  - 第17回読売演劇大賞 優秀女優賞（『楽屋〜流れ去るものはやがてなつかしき〜』）
- 2010年度
  - 第23回日刊スポーツ映画大賞 助演女優賞（『おとうと』）
  - 第34回日本アカデミー賞 優秀助演女優賞（『おとうと』）[127]
- 2013年度
  - 第37回日本アカデミー賞 優秀助演女優賞（『東京家族』）[128]
- 2015年度
  - 第30回高崎映画祭 最優秀助演女優賞（『岸辺の旅』）[129]
- 2016年度
  - 第8回TAMA映画賞 最優秀女優賞（『オーバー・フェンス』『岸辺の旅』『家族はつらいよ』）[130]
  - おおさかシネマフェスティバル2017 主演女優賞（『オーバー・フェンス』）[131]
- 2017年度
  - 第42回報知映画賞 主演女優賞（『彼女がその名を知らない鳥たち』）[132]
  - 第30回日刊スポーツ映画大賞 主演女優賞（『彼女がその名を知らない鳥たち』『アズミ・ハルコは行方不明』）[133]
  - 第39回ヨコハマ映画祭 主演女優賞（『彼女がその名を知らない鳥たち』）[134]
  - 第91回キネマ旬報ベスト・テン 主演女優賞（『彼女がその名を知らない鳥たち』）[135][136]
  - おおさかシネマフェスティバル2018 主演女優賞（『彼女がその名を知らない鳥たち』）[137]
  - 第22回日本インターネット映画大賞 主演女優賞（「家族はつらいよ2」「東京喰種トーキョーグール」「ミックス。」『彼女がその名を知らない鳥たち』）[138]
  - 第41回日本アカデミー賞 最優秀主演女優賞（『彼女がその名を知らない鳥たち』）[139]
- 2018年度
  - 第53回紀伊國屋演劇賞 （『アンチゴーヌ』『スカイライト』）[24][140]
  - 第26回読売演劇大賞 最優秀女優賞（『アンチゴーヌ』『スカイライト』）[25]
  - 芸術選奨文部科学大臣新人賞：演劇部門（『アンチゴーヌ』ほか）[141]
- 2019年度
  - 第11回TAMA映画賞 最優秀女優賞（『長いお別れ』『宮本から君へ』『斬、』『ある船頭の話』『海獣の子供』）
  - Yahoo!検索大賞2019 女優部門賞[142]
- 2020年度
  - エル シネマアワード 2020・エル ベストアクトレス賞（『スパイの妻』）[143]
  - 2020年度全国映連賞 女優賞（『スパイの妻』）
- 2021年度
  - 第15回アジア・フィルム・アワード 主演女優賞（『スパイの妻』）